# Lanark—Frontenac—Lennox and Addington
Pour les articles homonymes, voir Frontenac, Lennox et Addington.
Circonscription électorale fédérale du Canada
Lanark—Frontenac—Lennox and Addington est une ancienne circonscription électorale fédérale en Ontario (Canada).
La circonscription s'étendait entre Kingston et Ottawa, se constituant des comtés de Frontenac (sauf Kingston et Frontenac Islands), Lennox and Addington, et Lanark (sauf Mississippi Mills). 
Les circonscriptions limitrophes étaient Prince Edward—Hastings, Renfrew—Nipissing—Pembroke, Carleton—Mississippi Mills, Nepean—Carleton, Leeds—Grenville et Kingston et les Îles.

## Résultats électoraux
|       | Candidat        | Parti        | # de voix | % des voix |
|       | (x) Scott Reid  | Conservateur | +33 754,  | 57,27 %    |
|       | David Remington | Libéral      | +09 940,  | 16,86 %    |
|       | Doug Smyth      | NPD          | +12 174,  | 20,65 %    |
|       | John Baranyi    | Vert         | +02 702,  | 4,58 %     |
|       | Ralph Lee       | Indépendant  | +00370,   | 0,63 %     |
| Total | Total           | Total        | 58 940    | 100 %      |

|       | Candidat               | Parti        | # de voix | % des voix |
|       | (x) Scott Reid         | Conservateur | +30 280,  | 55,81 %    |
|       | David Remington        | Libéral      | +11 827,  | 21,8 %     |
|       | Sandra Willard         | NPD          | +07 140,  | 13,16 %    |
|       | Chris Walker           | Vert         | +04 643,  | 8,56 %     |
|       | Ernest Oliver Rathwell | Marijuana    | +00363,   | 0,67 %     |
| Total | Total                  | Total        | 54 253    | 100 %      |

## Historique
La circonscription de Lanark—Frontenac—Lennox and Addington a été créée en 2003 à partir des circonscriptions d'Hastings—Frontenac—Lennox et Addington et de Lanark—Carleton. Lors du redécoupage de 2012, la circonscription fut dissoute parmi Lanark—Frontenac—Kingston et Hastings—Lennox and Addington.
1. 2004-2015 – Scott Reid, PCC

- PCC = Parti conservateur du Canada

## Circonscription provinciale
Depuis les élections provinciales ontariennes du 4 octobre 2007, l'ensemble des circonscriptions provinciales et des circonscriptions fédérales sont identiques.
1. ↑  Élections Canada.